# Richard Blackwood
 Richard Clifford Blackwood es un actor, comediante y rapero inglés que actualmente interpreta a Vincent Hubbard en la serie EastEnders.

## Biografía
Es hijo de Cliff Blackwood y Dawn, tiene un medio hermano Pierre Blackwood. Cuando tenía 10 años su padre estuvo casado con Valerie Morris, la madre de la supermodelo Naomi Campbell, sin embargo la pareja se divorció.
Su tío es el músico Junior Giscombe.
Sus primos son el actor Vas Blackwood y la actriz Nadine Marshall.
Richard comenzó a salir con Ferisha Flavien, la pareha le dio la bienvenida a su primer hijo Keaun Ramai Blackwood el 15 de enero de 2001, la relación terminó antes de que la pareja tuviera a su hijo.

## Carrera
Sacó un single llamado "Mama Who's Da Man".
El 17 de febrero de 2015 se unió al elenco principal de la popular serie británica EastEnders donde interpreta a Vincent Hubbard, hasta ahora. El 19 de marzo del 2018 se anunció que dejaría la serie ese mismo año.

## Filmografía

### Series de televisión
| Año             | Título     | Personaje       | Notas         |
| --------------- | ---------- | --------------- | ------------- |
| 2015 - presente | EastEnders | Vincent Hubbard | 255 episodios |

### Películas
| Año  | Título        | Personaje | Notas                                                                                            |
| ---- | ------------- | --------- | ------------------------------------------------------------------------------------------------ |
| 2016 | Krish and Lee | Olu       | junto a Rahul Kohli, Richie Campbell, Jessica-Jane Stafford, Frankie Fitzgerald y Ancuta Breaban |

### Presentador
| Año  | Programa               | Notas          |
| ---- | ---------------------- | -------------- |
| 2004 | The Queen's Nose       | episodio # 6.5 |
| -    | Richard Blackwood Show | -              |

### Teatro
| Año | Programa          | Personaje | Notas |
| --- | ----------------- | --------- | ----- |
| -   | Shrek The Musical | Donkey    | -     |

## Premios y nominaciones
| Año  | Categoría     | Premio                    | Serie      | Resultado |
| ---- | ------------- | ------------------------- | ---------- | --------- |
| 2016 | Best Newcomer | National Television Award | EastEnders | Nominado  |